# Hồng quang
Hồng quang hay còn có tên là pơ linh, lôi (danh pháp khoa học Rhodoleia championii) là một loài thực vật thuộc họ Kim lũ mai (Hamamelidaceae). Loài này có ở Trung Quốc, Indonesia, Malaysia, Myanma, và Việt Nam.

## Mô tả
Hồng quang là cây gỗ lớn, rụng lá, có thể cao tới 25m hoặc hơn, đường kính thân từ 40 – 60 cm. Vỏ cây màu nâu xám, nứt thành mảnh hình chữ nhật, thịt màu vàng, dày, có xơ và dễ tách khỏi gỗ. Lá đơn mọc chụm ở đầu cành; phiến lá hình bầu dục dài hoặc thuôn hình mác, dài 5 – 13 cm, rộng 2 – 6 cm, đầu tù tròn, gốc tù, mép lá nguyên, mặt trên màu lục, gần giữa và mép màu đỏ, mặt dưới có lông màu trắng bạc; cuống lá dài 2 – 4 cm, màu đỏ, nhẵn, phình lên ở hai đầu. Lá già có màu đỏ khi rụng. Không có lá kèm. Cụm hoa đầu, đường kính 1,5 – 4 cm, mọc ở hai đầu cành hoặc nách lá, đứng hoặc rủ xuống. Cụm hoa đực gồm 5 - 10 hoa được bao quanh bởi 12 - 20 lá bắc; lá bắc có lông màu rỉ sắt. Lá đài mỏng, nhẵn, mép có lông. Cánh hoa màu đỏ, dài 1 – 2 cm, rộng 0,1 - 0,8 cm. Nhị có chỉ nhị dài, nhẵn; bao phấn đính gốc. Bầu nhẵn, đôi lúc có lông, noãn nhiều trong mỗi ô. Quả nhẵn, đôi khi phủ một lớp lông nhung màu rỉ sắt, khi chín nứt thành 4 mảnh, dài 0,6 – 1 cm. Hạt dài 0,3 - 0,5 cm.

## Đặc tính sinh học
Tại Việt Nam, mùa hoa là vào tháng 2 đến tháng 5, mùa quả chín vào tháng 9 đến tháng 10. Tái sinh bằng hạt dễ dàng tại các khoảng đất trống trong rừng hoặc ven đường đi.

## Nơi sống và sinh thái
Cây mọc ở độ cao 200 - 2500m so với mực nước biển, tập trung nhiều ở độ cao 800 - 1500m, trong rừng nguyên sinh hoặc thứ sinh nơi mức độ khai thác còn ít. Cây ưa sáng, thường chiếm ưu thế rõ rệt (có lúc đến 50 - 60%).

## Phân bố
Tại Việt Nam, hồng quang có mặt tại Lào Cai (Sa Pa: Phăng Si Păng), Cao Bằng, Khánh Hòa (Nha Trang, Bắc Ninh Hòa, Diên Khánh: Hòn Bà), Kontum (Đắc Tô, Kon Plông), Gia Lai (Mang Yang, Chư Pah), Lâm Đồng (Đà Lạt, Di Linh: Braian, Bảo Lộc), Ninh Thuận (Phan Rang - Tháp Chàm: Ba Râu).

## Giá trị
Gỗ hồng quang có khả năng chịu được mối mọt và mưa gió, thớ mịn, dùng để đóng đồ đạc gia đình và trong xây dựng, lá dùng làm thuốc.

## Tình trạng
IUCN phiên bản 2.3 xếp loài này vào mức độ đe dọa least concern. Sách đỏ Việt Nam đánh giá ở mức độ sẽ nguy cấp, mức độ đe doạ: bậc V. Đồng thời đề nghị biện pháp bảo vệ: Khai thác có mức độ. Bảo vệ nguyên vẹn trong một số khu rừng cấm như Sapa, Cần đưa trồng ở một số vườn thực vật.

## Hình ảnh

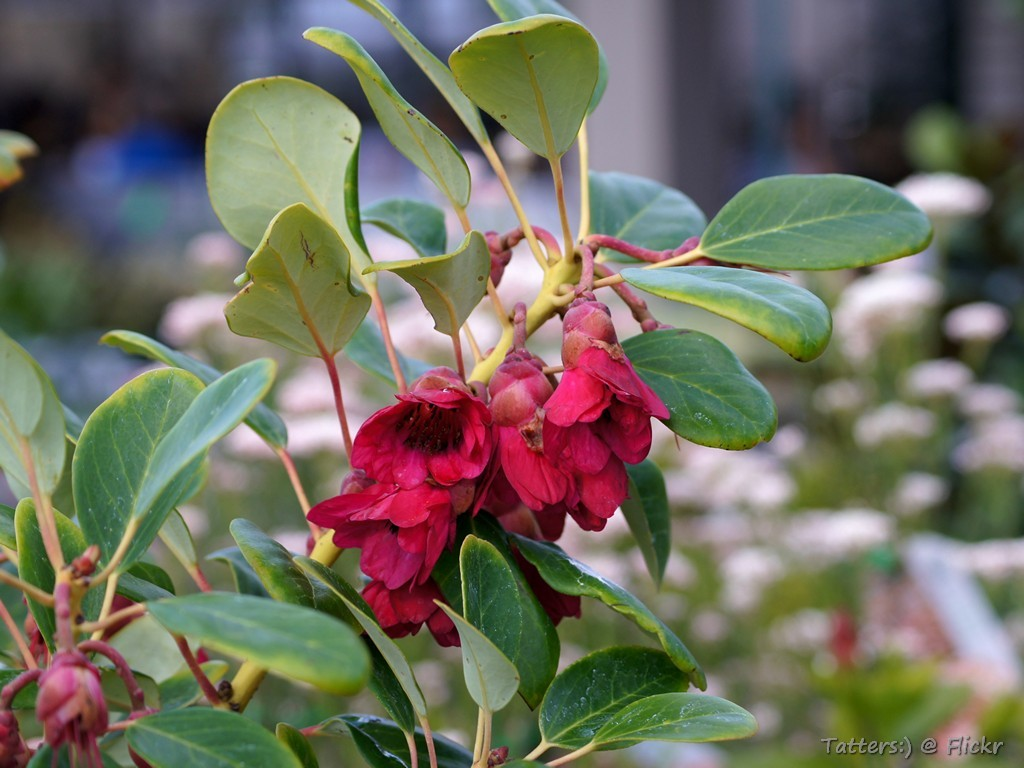
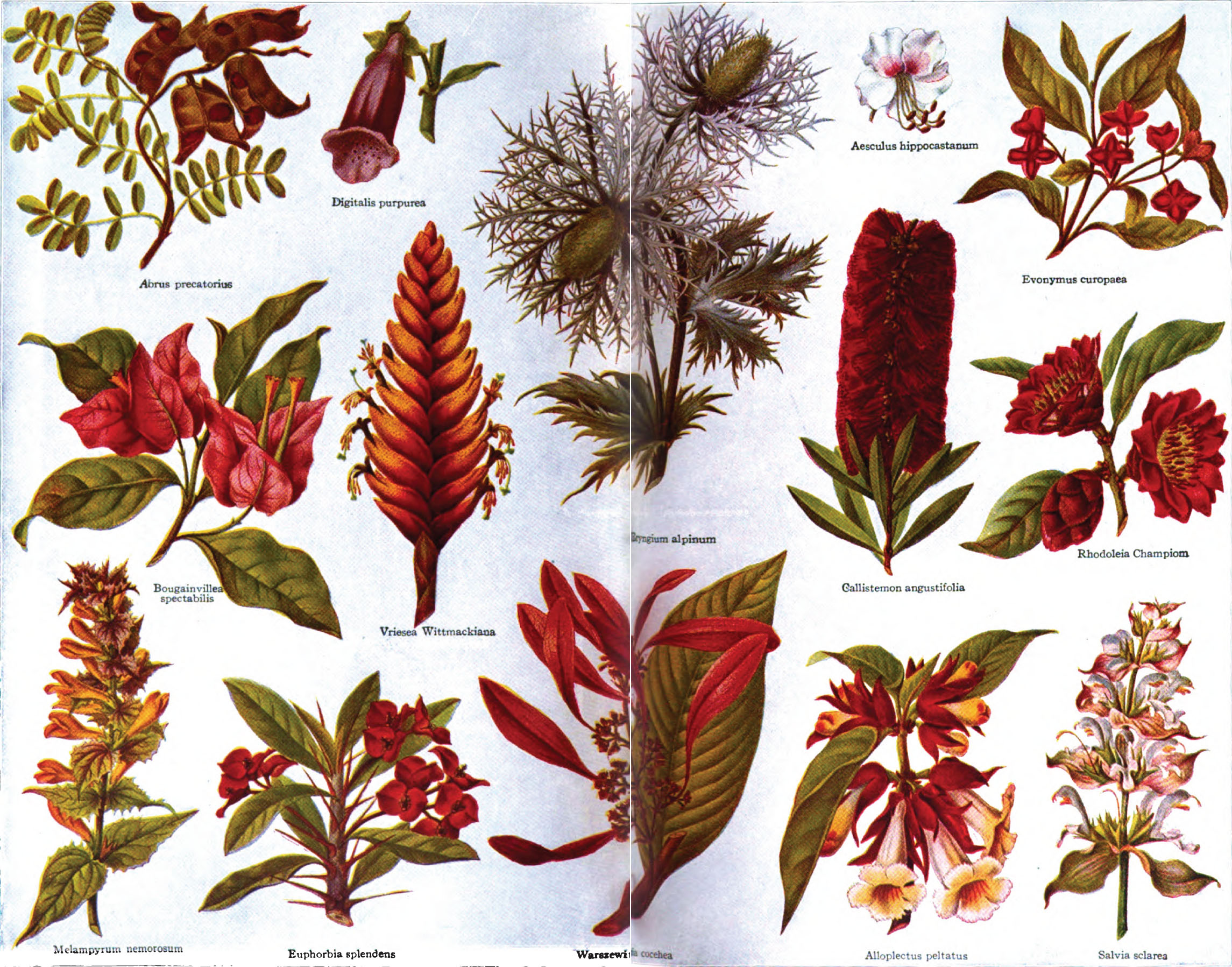
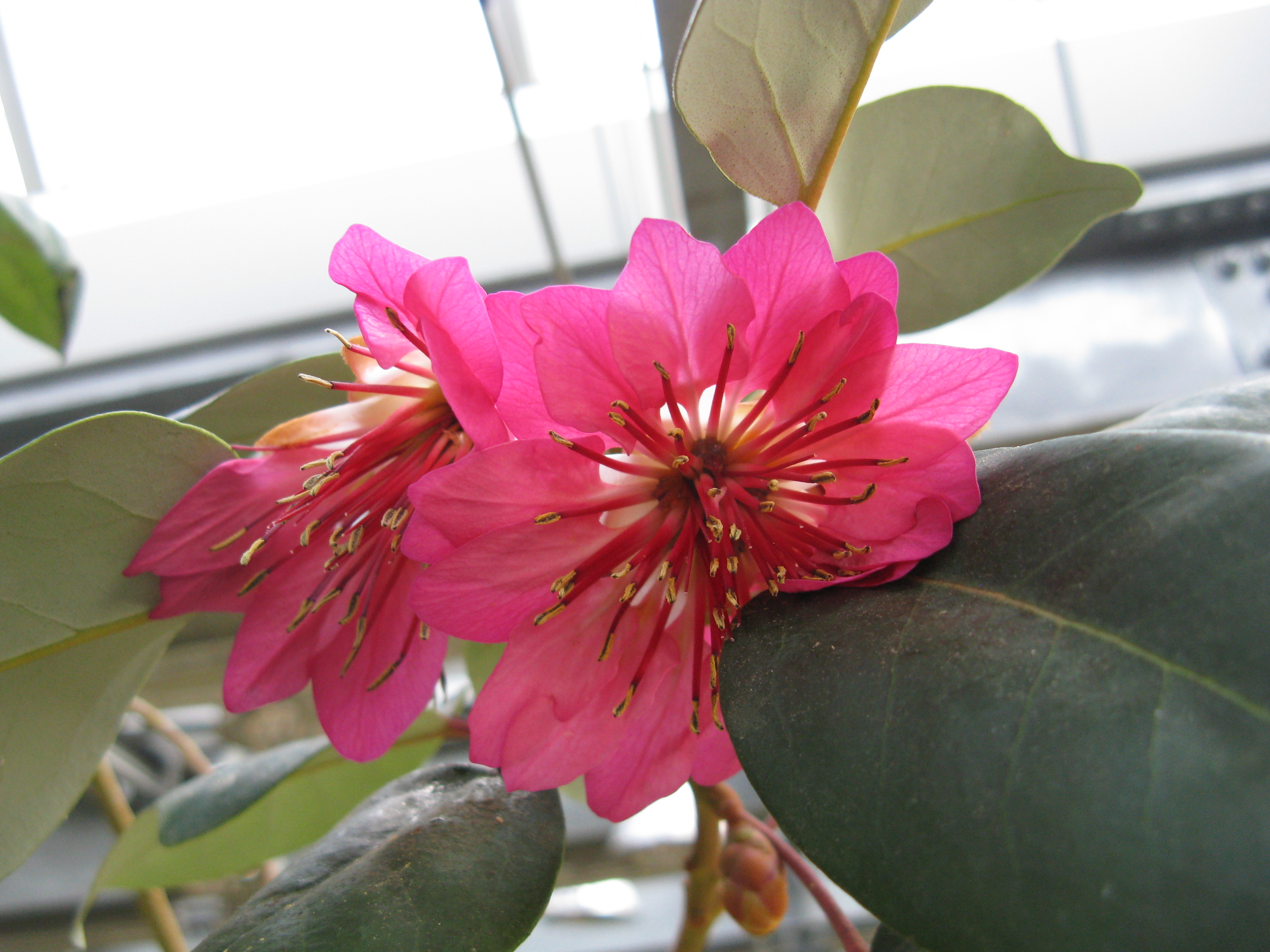
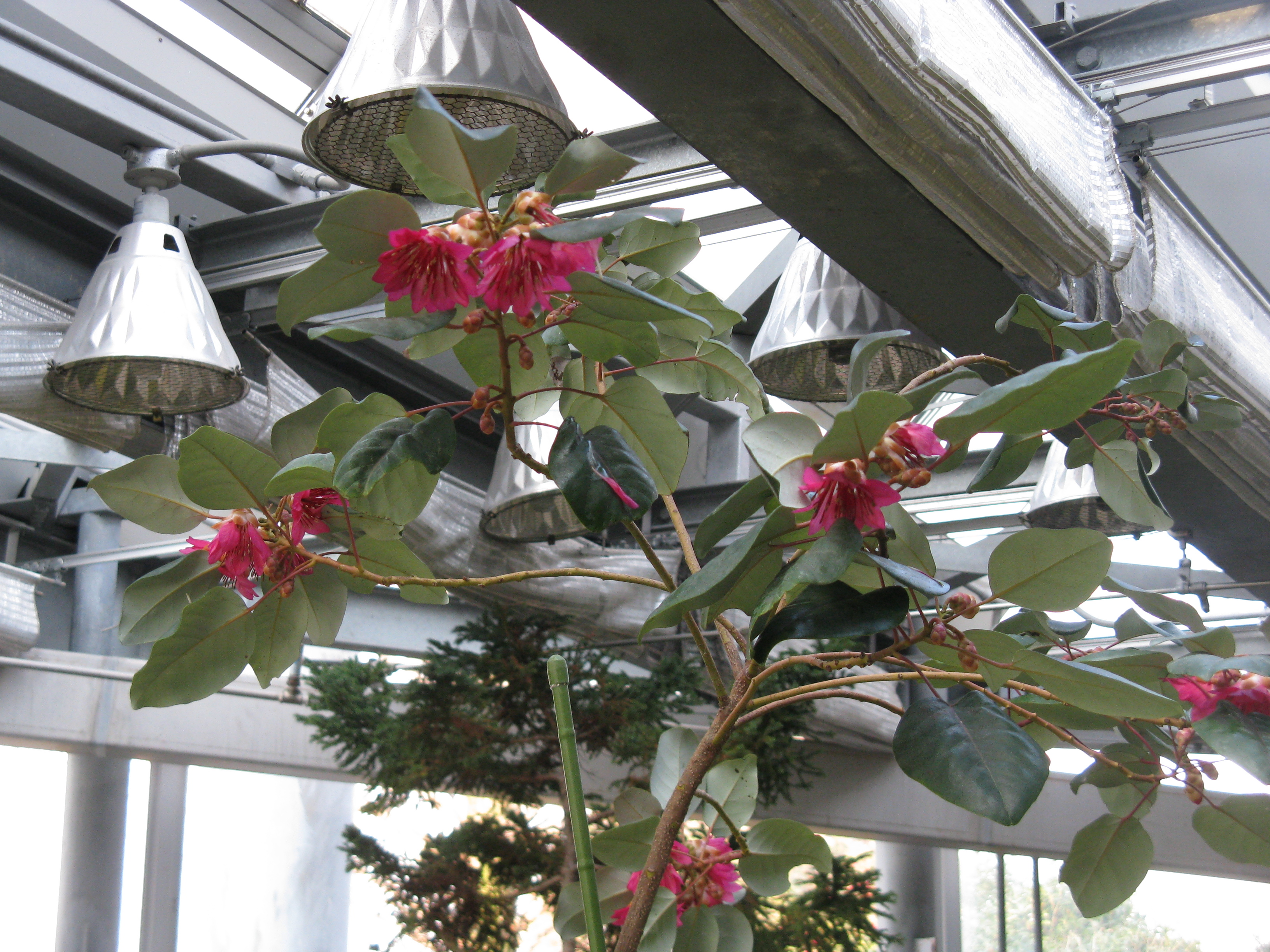